# سيمون أونيل
سيمون أونيل (بالإنجليزية: Simon O'Neill)‏ هو مغني أوبرا نيوزيلندي، ولد في 1971 في أشبورتون ‏ في نيوزيلندا.

## وصلات خارجية
- الموقع الرسمي
- سيمون أونيل على موقع IMDb (الإنجليزية)
- سيمون أونيل على موقع ميوزك برينز (الإنجليزية)
- سيمون أونيل على موقع ديسكوغز (الإنجليزية)